# Heoclisis fundata
Heoclisis fundata is een insect uit de familie van de mierenleeuwen (Myrmeleontidae), die tot de orde netvleugeligen (Neuroptera) behoort. 
Heoclisis fundata is voor het eerst wetenschappelijk beschreven door Walker in 1853.